# Lexema
El lexema és l'arrel o part de la paraula que en conté el significat lèxic, en oposició als morfemes que s'afegeixen per precisar aquest significat o per introduir aspectes gramaticals (com la categoria o la flexió). Les paraules poden contenir un lexema si són simples (mot primitiu) o derivades, i més d'un si són compostes. En les llengües aglutinants les paraules compostes són molt més freqüents, ja que la majoria de mots tenen un significat composicional, format afegint diferents lexemes. Les paraules anomenades buides, com les preposicions, per exemple, es consideren sense lexema, ja que no poden funcionar de manera independent.
Totes les paraules que comparteixen un mateix lexema formen una família lèxica, és a dir, aquells mots que mitjançant la derivació, la composició o un mateix origen etimològic han sorgit d'una paraula concreta. Així, per exemple, diem que «tauleta» i «entaular-se» formen part de la família lèxica de «taula».

## Diferència entre mot primitiu, lexema i lema
- El mot primitiu és la part de la paraula que mai canvia, ni tan sols quan està flexionada morfològicament.
- El lexema és l'arrel o part de la paraula que en conté el significat lèxic. Les paraules poden contenir un lexema si són simples (mot primitiu) o derivades, i més d'un si són compostes.
- Un lema és la forma base de la paraula, que coincideix amb l'entrada al diccionari.

Per exemple, de "produït", el lema és "produir", que coincideix amb l'entrada al diccionari, però el mot primitiu és "produ-". Això és perquè hi ha paraules com producció, produir o productivitat. En l'anàlisi lingüística, el mot primitiu es defineix de manera més general com la forma base analitzada a partir de la qual es poden formar totes les formes flexionades.